# بجير بن بجرة بن سعد الطائي
بجرة بن بجير الطائي
بجر بن بجيرة بن سعد الطائي، صحابي أسلم سنة 9 هـ للهجرة بعد أن بعث النبي ﷺ الدعوة إلى قبيلة طيء. كان من الشخصيات البارزة في قبيلته في الجاهلية حيث كان يعرف بالشجاعة والفروسية. شارك في غزوة حنين وفتح الطائف. بعد إسلامه وكان من الذين ثبتوا مع المسلمين في المعارك الهامة وأصبح من المدافعين عن الدعوة الإسلامية. لا توجد تفاصيل دقيقة عن وفاته لكن يعتقد أنه توفى في فتره الخلافة الأموية.

## نسبه
نسب بُجَيْر بن بَجْرَة الطائي هو:
بُجَيْر بن بَجْرَة بن سَعْد الطائي.
- بُجَيْر: هو اسمه الأول.
- بَجْرَة: هو اسم والده.
- سَعْد: هو اسم جده.

الطائي: هو نسبه إلى قبيلة طَيِّئ، وهي من قبائل العرب الكبرى التي سكنت شمال جزيرة العرب، وكانت مشهورة بشجاعتها وكرمها.
بعض النقاط التي يمكن استنتاجها عن بُجَيْر بن بَجْرَة في الجاهلية:
شجاعته وفروسيته: بما أن بُجَيْر كان من قبيلة طَيِّئ، فمن المحتمل أنه كان محاربًا شجاعًا وشارك في الغزوات القبلية التي كانت شائعة في الجاهلية بين قبائل العرب. كانت هذه الغزوات تُعتبر وسيلة لإظهار القوة والحفاظ على الهيبة بين القبائل.